# المدافن المسيحية
 المدافن المسيحية  هو معلم أثري تونسي مصنف من قبل المعهد الوطني للتراث يقع في ولاية مدنين في الجنوب الشرقي التونسي، تحديدا في مدينة القنطرة تم تصنيف المعلم في يوم 13 مارس 1912 .

## مقالات ذات صلة
- قائمة المعالم الأثرية المصنفة في تونس